# Свальбардский международный университет

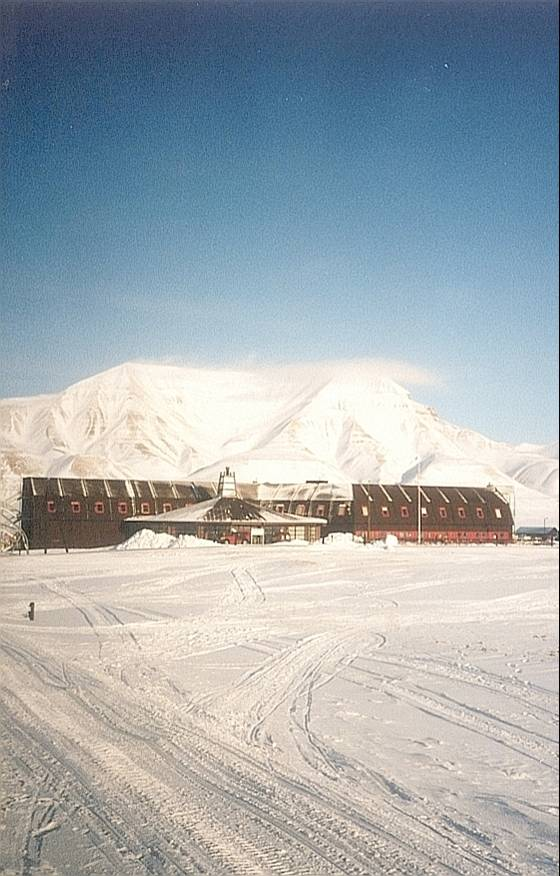
Старое здание Свальбардского университета

Свальбардский международный университет (Университетский центр Свальбарда, аббревиатура UNIS, норв. Universitetssenteret på Svalbard) — высшее учебное заведение Норвегии. Это самое северное учебное заведение в мире: оно находится в Лонгйире, на архипелаге Шпицберген, 78° северной широты.
Университет (университетский центр) является плодом кооперации университетов Осло, Бергена, Тромсё и NTNU.
Свальбардский университет основан в 1993 году, в нём ведётся преподавание по арктической биологии, арктической геологии, геофизике и технологии. Географическое положение университета позволяет использовать окружающую природу в качестве уникальной лаборатории. В UNIS в 2021году обучалось приблизительно 482 студента, около 40% из них составляют норвежцы, а 60% — иностранные студенты. В нём преподают 20 профессоров, 21 ассистент и 120 приглашённых лекторов. Ввиду экстремальных условий проведения занятий «на открытом воздухе», все студенты должны предоставлять справку о собственном здоровье перед учебным годом. Для всех обязателен краткий курс обучения обращению с ружьём: на Шпицбергене водится множество диких белых медведей.
Университетский центр включает в себя пять департаментов включая факультет арктической биологии, технологии, геофизики, геологии и центр арктической безопасности.
UNIS участвует в международном проекте «Университет Арктики», посвящённом исследованию циркумполярного региона. 